# (649172) 2010 XE91
(649172) 2010 XE91 est un transneptunien de magnitude absolue 6,7 très probablement en résonance 1:3 avec Neptune.
Son diamètre est estimé à 200 km, ce qui pourrait le qualifier comme candidat au statut de planète naine.